# Marthe Colleye
Marthe Alice Colleye, née le 10 août 1902 à Fontoy et morte le 14 décembre 1990 à Vaison-la-Romaine, est une artiste peintre française.

## Biographie
Élève de l'Académie Julian, de Jean-Paul Laurens, de Fernand Cormon et Louis Roger, elle expose en 1927 au Salon des artistes français, dont elle est sociétaire, avec la toile Jardin public. 
Épouse de Gabriel Genieis, on lui doit essentiellement des natures-mortes.